# Ikun-Ishar
Ikun-Ishar (... – 2304) è stato un re (Lugal), probabilmente il decimo, della seconda dinastia della città di Mari, importante snodo commerciale fra la Mesopotamia e l'Asia minore.
Poco si sa di Ikun-Ishar (Ikun-išar), regnò intorno al 2330 a.C., il suo nome compare nei testi dell'amministrazione eblaita ed il suo regno coincise con quello del re eblaita, Irkab-damu Per una strana coincidenza questi due sovrani perirono lo stesso anno, il 2016 a.C.. Durante il suo regno Ebla continuò a rafforzarsi mentre il regno di Mari si indeboliva, molte importanti città del medio Eufrate, tornarono sotto l'egemonia eblaita. Ikun-Ishar non riuscì ad invertire quel processo di decadenza del potere mariota che porterà, durante il regno del suo successore Ḫidar, alla perdita dell'egemonia sull'Eufrate ad opera del regno di Ebla.
1. ↑  Hamblin.
2. 1 2 3 4  Archi2.